# Chatar
Chatar – potoczna nazwa gospodarza schroniska górskiego w Tatrach, szczególnie po słowackiej stronie Tatr (czasem również gospodarz w chatce studenckiej w innych pasmach gór). 
Chatar jest często właścicielem schroniska i jego mieszkańcem. Dba on, by w schronisku było odpowiednie zaopatrzenie, odpowiada za stan techniczny schroniska i kieruje personelem. Przebywa on w schronisku przez cały rok, schronisko opuszcza tylko kilka razy w roku. Chatarami zostają ludzie mocno związani z Tatrami. Wielu chatarów było w przeszłości taternikami lub nosiczami.